# Zero Tolerance
Zero Tolerance (з англ. Нульовий допуск) — відеогра в жанрі шутера від першої особи, розроблена компанією Technopop і видана Accolade в 1994 році ексклюзивно для гральної консолі Sega Mega Drive / Genesis.
Гра є одним з дуже небагатьох (всього п'ять ігор) представників жанру для Mega Drive / Genesis. Для відображення ігрової ситуації використовується невелике вікно, а решту простору екрану відведено під ігрову статистику. Висота підлоги та стелі не змінюється, крім випадку зі сходами, кут підйому яких 45 градусів, і які використовуються як аналог ліфтів, тобто для переміщення між поверхами. Однак, стіни можуть знаходитися під кутами 45 градусів одна відносно одної, не обмежуючись перпендикулярними перетинами. У грі реалізовано анімовані текстури й ефект бризок крові, що стікають стінами.
Гра мала комерційний успіх. Згодом гру та її незавершене продовження, Beyond Zero Tolerance, було опубліковано компанією-розробником безкоштовно. Однак, компанія Sega, якій належать права на деякі частини коду гри, не надавала офіційного дозволу на вільне поширення гри.

## Ігровий процес
Гра складається з 40 рівнів, розділених на три частини, дія яких відбувається у трьох різних локаціях — у приміщеннях космічної станції Europe-1, у приміщенні командного центру Planet Defense Corps і в підвалі цієї будівлі. Гравець повинен знищувати всіх ворогів на кожному рівні і використовувати сходи чи ліфт для переходу на наступний поверх (рівень). Після зачищення і проходження рівня видається пароль, що дозволяє починати гру з досягнутого рівня після вмикання гральної консолі. Перехід на наступні рівні можливий і без знищення ворогів, але у цьому випадку гра не видаватиме паролі на нові рівні до проходження цілої частини гри. Кожна частина гри закінчується битвою з босом.
Гравець може обрати одного з п'яти персонажів, які є членами Корпусу планетарного захисту англ. Planet Defense Corps. Кожен персонаж має спеціальність, що впливає на ігровий процес, а також різний набір предметів на початку гри. Всіх персонажів названо на честь розробників гри. Вибір персонажа відбувається на початку гри, після чого гравець не може обрати іншого персонажа до загибелі обраного. Таким чином, гра вважається програною після загибелі всіх персонажів, що дає гравцеві п'ять спроб.
У грі присутні декілька різних видів зброї, що мають свої переваги і недоліки. Зброю може бути отримано на початку гри, а також взято у знищених супротивників аналогічно іншим іграм жанру. Зброя чи предмет обираються з загального списку предметів під час ігрового процесу. За відсутності зброї гравець може атакувати супротивників ударами рук і ніг. При цьому є два види удару рукою — гук і аперкот. Окрім зброї у грі присутні різні предмети, такі як біосканер, що дозволяє бачити супротивників на мінікарті, та прилад нічного бачення, що дозволяє краще бачити на темних рівнях. Електронне обладнання у грі має обмежений запас енергії. На деяких рівнях гри присутні перешкоди у вигляді стін вогню, які можна подолати за допомогою вогнегасника або вогнетривкого костюму.

## Багатокористувацька гра
Унікальною особливістю гри є режим багатокористувацької гри (спільне проходження), що вимагає сполучення двох гральних консолей за допомогою спеціального кабелю, що підключається до роз'єму для другого джойстика. Для гри необхідна наявність двох картриджів зі грою. Спочатку передбачалося, що кабель входитиме до комплекту гри, проте в останній момент замість нього до комплекту було включено купон для придбання окремого кабелю. Згодом схему кабелю було опубліковано на сайті розробника гри. Кабель не має додаткової електроніки та складається лише з двох роз'ємів і кабелю.

## Судове провадження з Eidos
У жовтні 2005 року компанія Eidos Interactive анонсувала гру під назвою Zero Tolerance: City Under Fire для гральних консолей PS2 та Xbox. Колишній президент Technopop і власник її активів, Рендел Б. Рейс (Randel B. Reiss), визнав це за порушення торгової марки і негайно опублікував попередження про можливе судове провадження. В результаті Eidos перейменувала свою гру і випустила її під назвою Urban Chaos: Riot Response.

## Продовження
Компанія Technopop займалася розробкою Beyond Zero Tolerance — прямого продовження гри для Sega Mega Drive, але розробку не було завершено. Згодом бета-версію продовження й оригінальну версію гри було опубліковано на сайті розробника зі статусом freeware. Продовження використовувало рушій оригінальної гри.
У зв'язку з судовим провадженням з Eidos Рендел Б. Рейс згадав про розробку нової версії гри для PSP, але ніяких анонсів згодом зроблено не було.